# Тихвінський ВТТ
Тихвінський ВТТ (рос. ТИХВИНСКИЙ ИТЛ, Тихвинлаг) — підрозділ, що діяв в структурі Головного управління виправно-трудових таборів Народного комісаріату внутрішніх справ СРСР (ГУЛАГ НКВД) з 15.11.40 до 28.06.41.

## Підпорядкування і дислокація
- ГУЛАГ з 15.11.40;
- ГУЛПС (промислового будівництва) з 26.02.41.

Дислокація: Ленінградська область, Тихвінський район, р.п.Бокситогорськ

## Виконувані роботи
- буд-во Тихвінського алюмінієвого з-ду ,
- буд-во цегел. з-ду на ст. В. Двір, житла,
- лісозаготівлі

## Чисельність з/к
- 01.01.41 — 1426,
- 01.07.41 — 6937